# منزل افتخار الإسلام طباطبائي
منزل افتخار الإسلام طباطبائي (بالفارسية: خانه افتخارالاسلام طباطبایی) هو منزل تاريخي يعود إلى عصر القاجاريون، ويقع في بروجرد.